# Lacour
Lacour är en kommun i departementet Tarn-et-Garonne i regionen Occitanien i södra Frankrike. Kommunen ligger i kantonen Bourg-de-Visa som tillhör arrondissementet Castelsarrasin. År 2022 hade Lacour 171 invånare.

## Befolkningsutveckling
Antalet invånare i kommunen Lacour
| Referens: INSEE |